# HQMザクセンリンク
HQMザクセンリンク(HQM Sachsenring GmbH)は、ツヴィッカウを拠点とし、自動車業界にシャーシやボディパーツを供給する企業。

## 概要
第二次世界大戦後にVEBザクセンリンクとして設立されたザクセンリンクは、東ドイツでは数少ない自動車メーカーの1つであり、1957年から1991年にかけて生産されたトラバントで知られている。1990年の東西ドイツ統一後、ザクセンリンクは中央計画経済の政府所有企業から自由市場経済の民間企業へと移行したが、2003年に経営破綻した。 
破産の3年後、Sachsenring AGは2006年2月にライプツィヒのHärterei und Qualitätsmanagement GmbH (HQM)に買収された。かつては東ドイツで支配的な大手自動車メーカーだったザクセンリンクは、その後自動車の製造から撤退し、現在ではフォルクスワーゲンの工場にゴルフやパサートの部品を供給している。

## モデル

### スーパーミニ
- AWZ P70 Zwickau (1955–1959)
- トラバント P50 (1957–1962)
- トラバント 600 (1962–1965)
- トラバント 601 (1964–1990)
- トラバント 1.1 (1990–1991)
- Sachsenring UNI 1 (試作車, 1996)

### 高級車
- Sachsenring P240 (1954–1959)
- Sachsenring P240 Repräsentant (1969)

### トラック
- IFA H3A（英語版、ドイツ語版） (1957–1958)
- IFA S4000（ドイツ語版） (1959–1960)

## ギャラリー

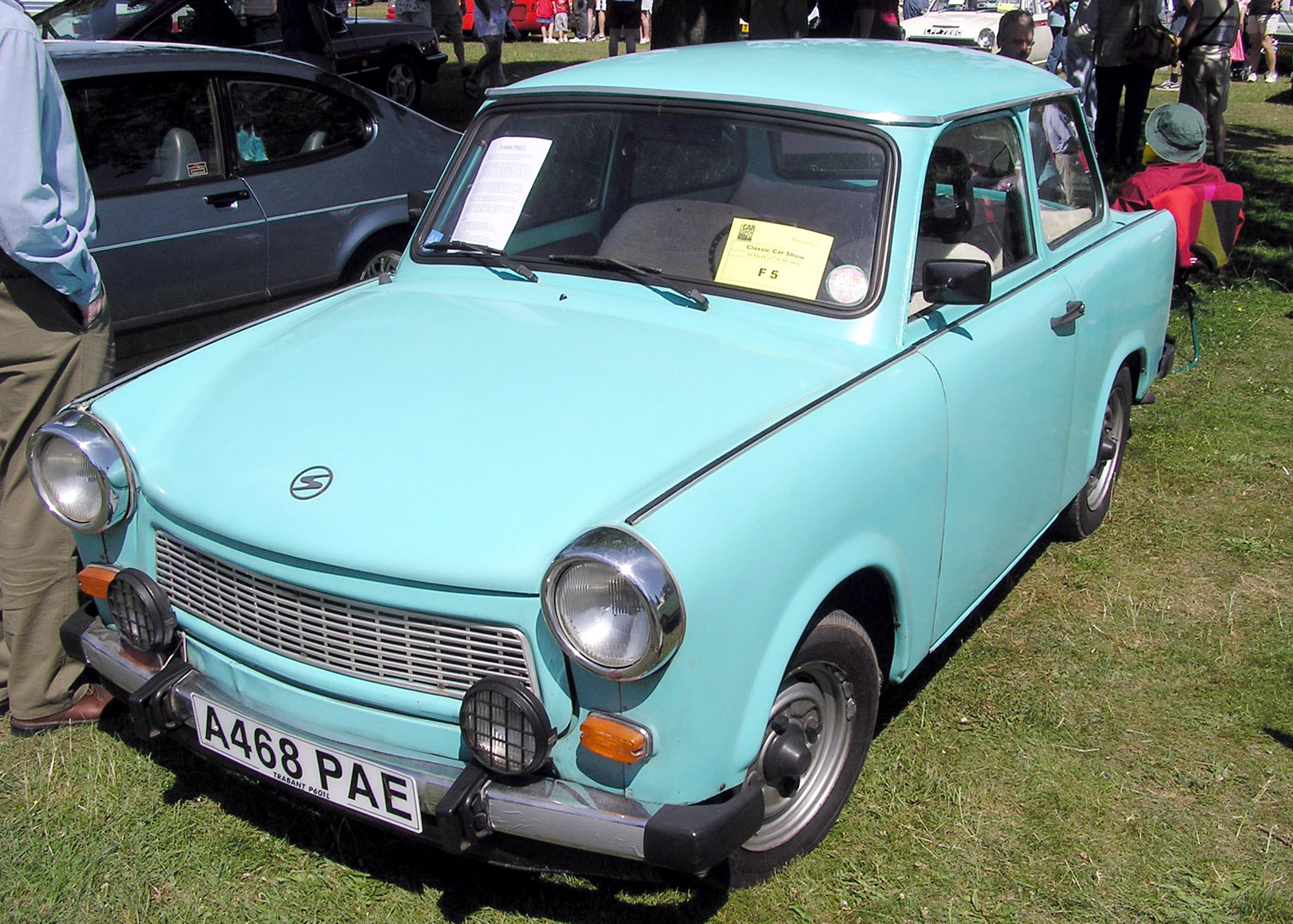
1983 Trabant 601L
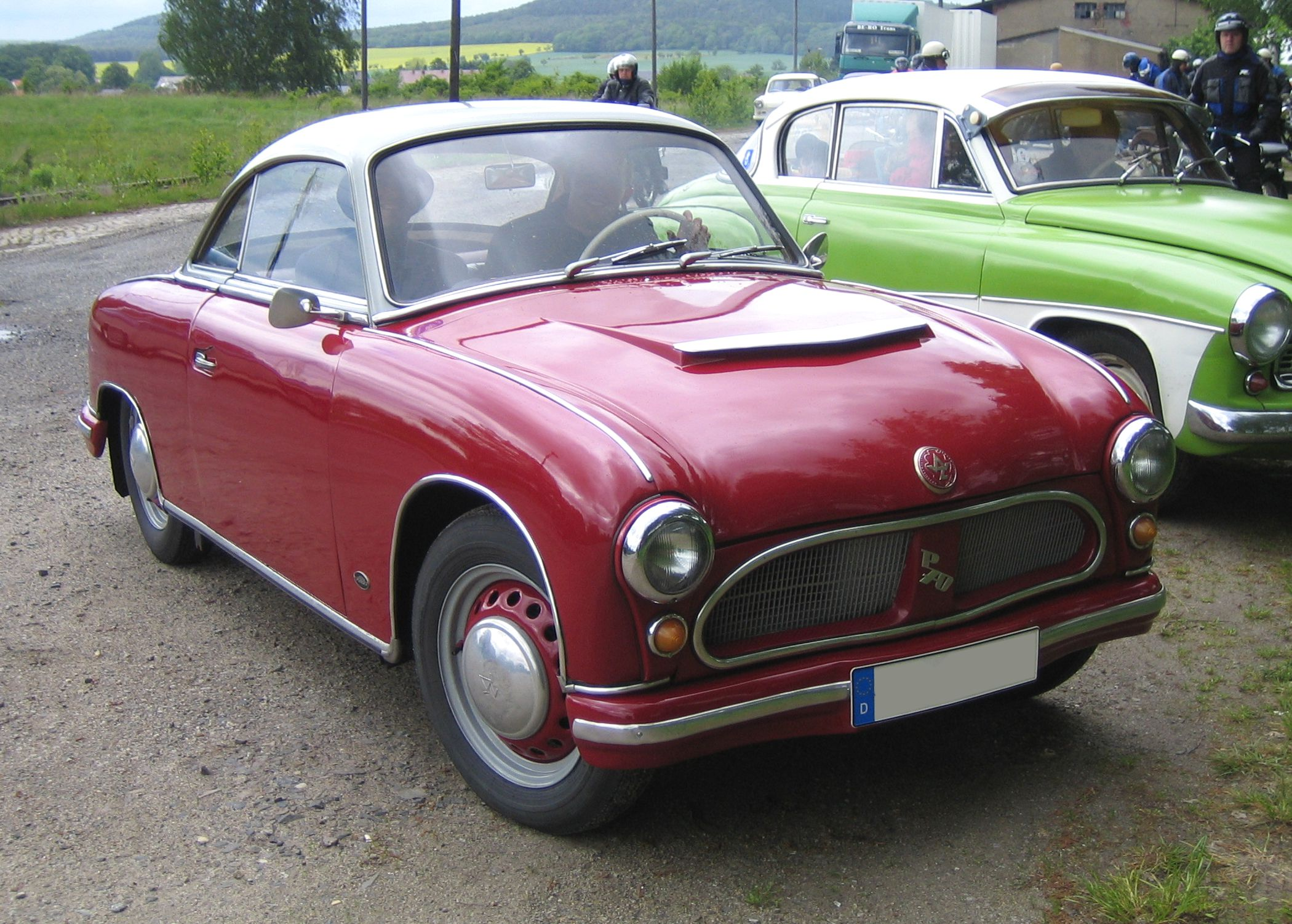
AWZ P70 Zwickau
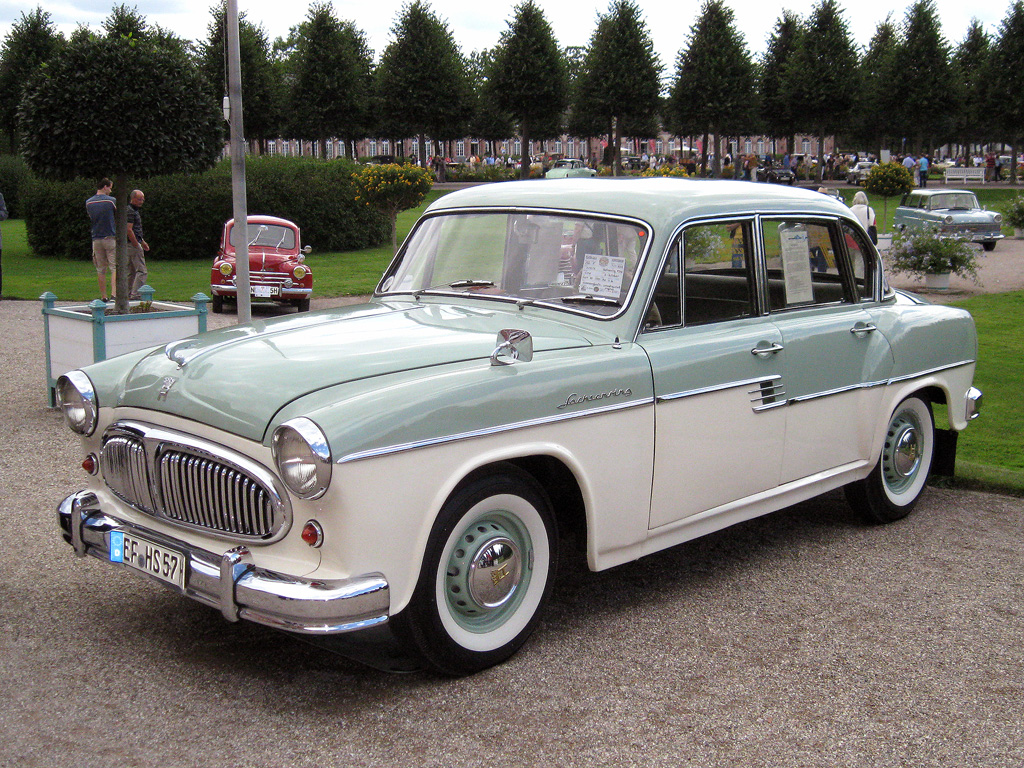
1957 Sachsenring P240
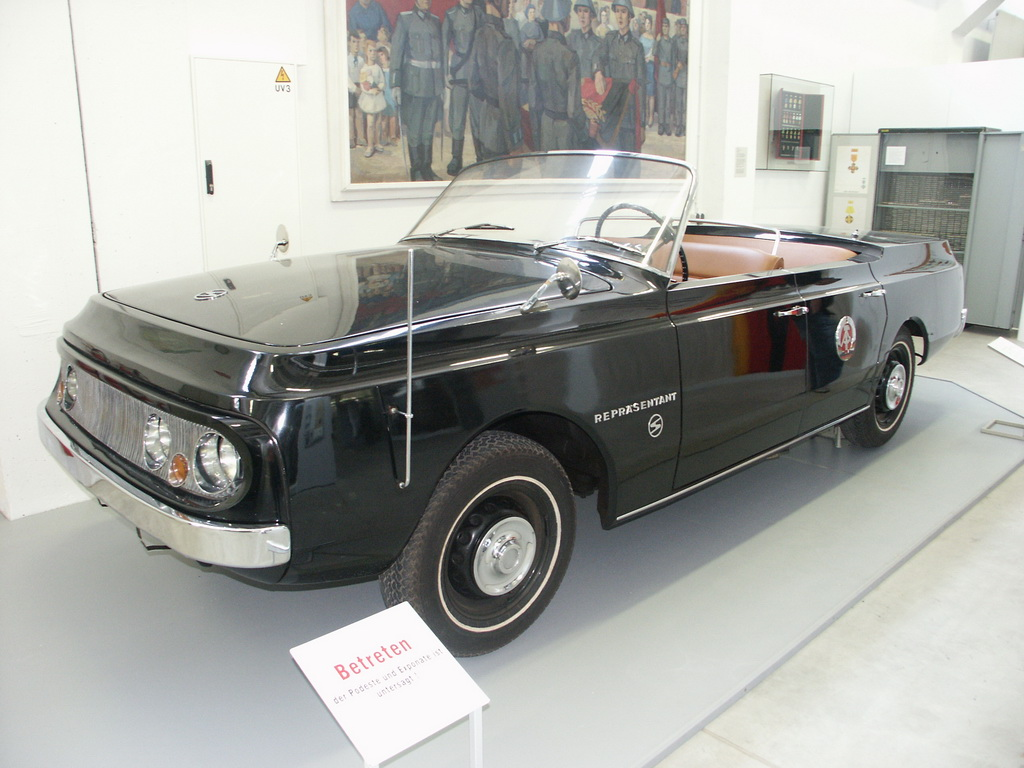
1969 P240 Repräsentant
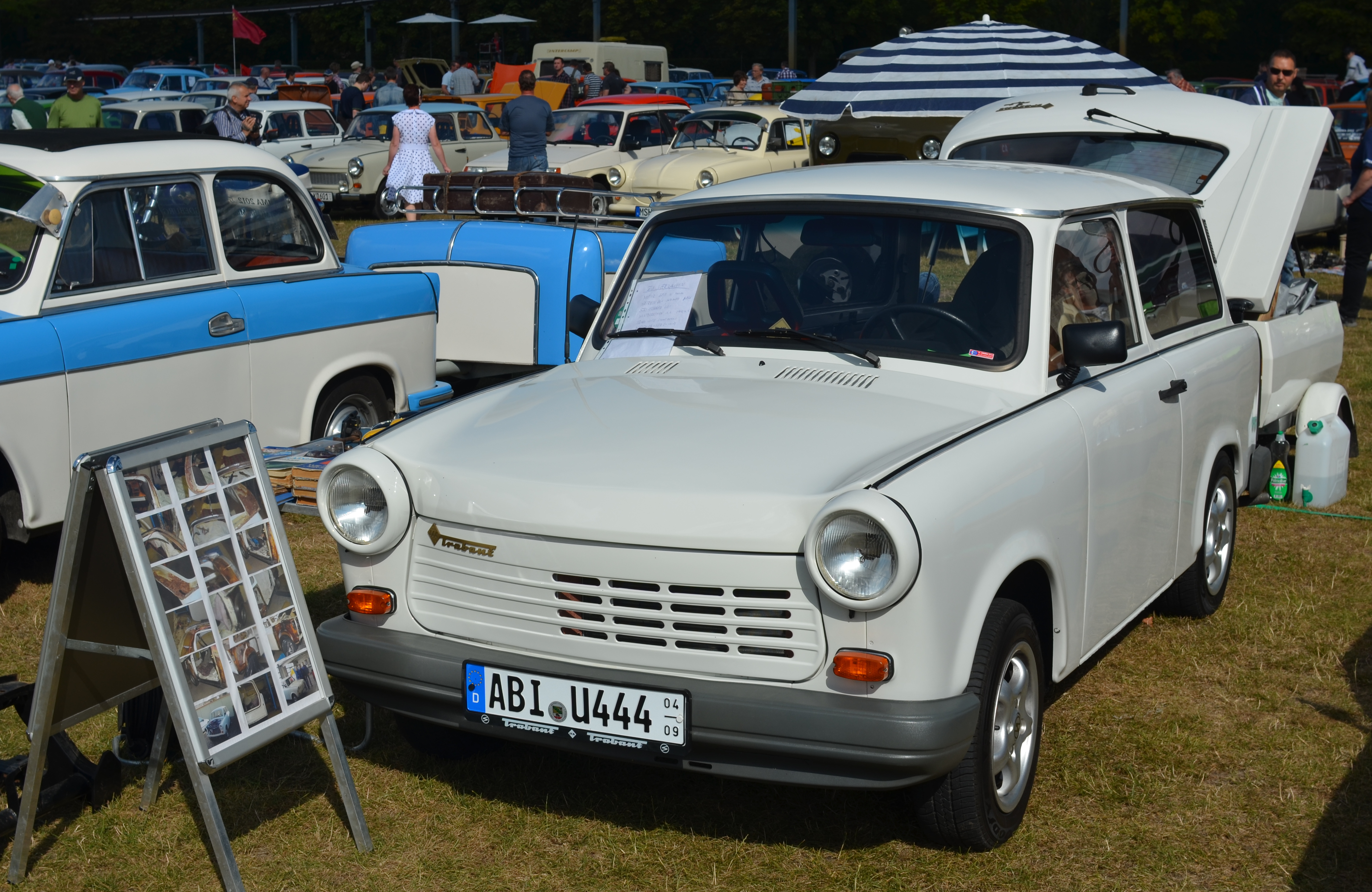
Trabant 1.1
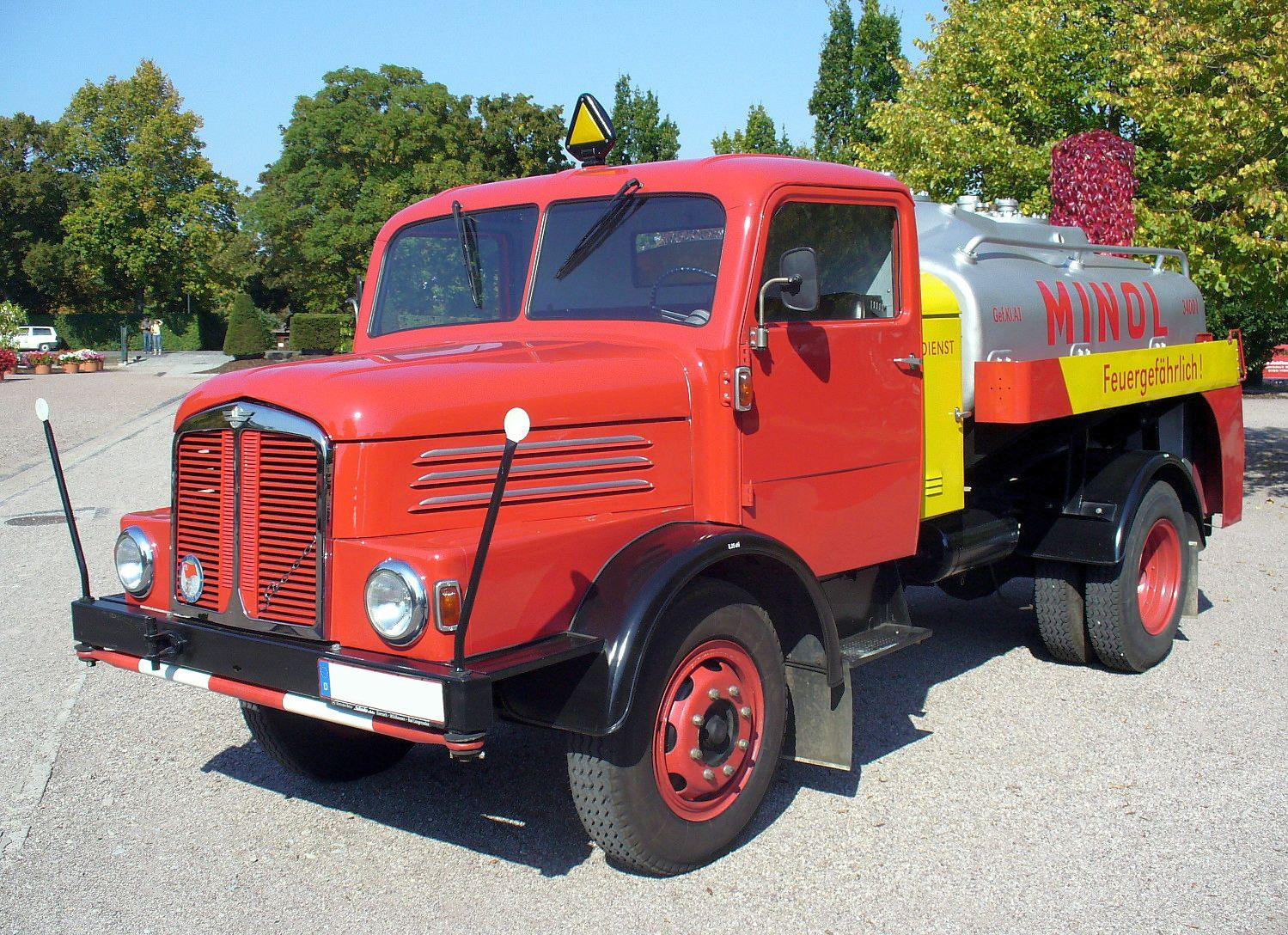
IFA S4000